# Małgorzata Mogore-Tlałka
Małgorzata Mogore-Tlałka-Długosz (* 27. April 1963 in Zakopane, Polen) ist zusammen mit ihrer älteren Zwillingsschwester Dorota Mogore-Tlałka über Jahre eine der weltweit besten Slalom-Skirennläuferinnen gewesen.
Ihren ersten Podestplatz fixierte sie am 16. Januar 1983 im Slalom von Schruns (AUT), als sie hinter der Österreicherin Anni Kronbichler den zweiten Platz erreichte. Zahlreiche Podestplätze folgten im Slalom, zu einem Sieg hat es nie gereicht.
Im Gegensatz zu ihrer Schwester entwickelte sich Malgorzata Mogore-Tlałka zur Allrounderin. Top-15-Plätze erreichte sie in den Jahren 1986, 1987 und 1988 auch in den Disziplinen Riesenslalom, Super-G und Kombination.
Durch ihre Heirat mit einem Franzosen startete sie ab 1986 für das Team aus Frankreich. Der Zwillingsbruder ihres Ehemanns ist mit ihrer Zwillingsschwester Dorota verheiratet. Ihre Karriere beendete sie 1988.